# 小普里爾山

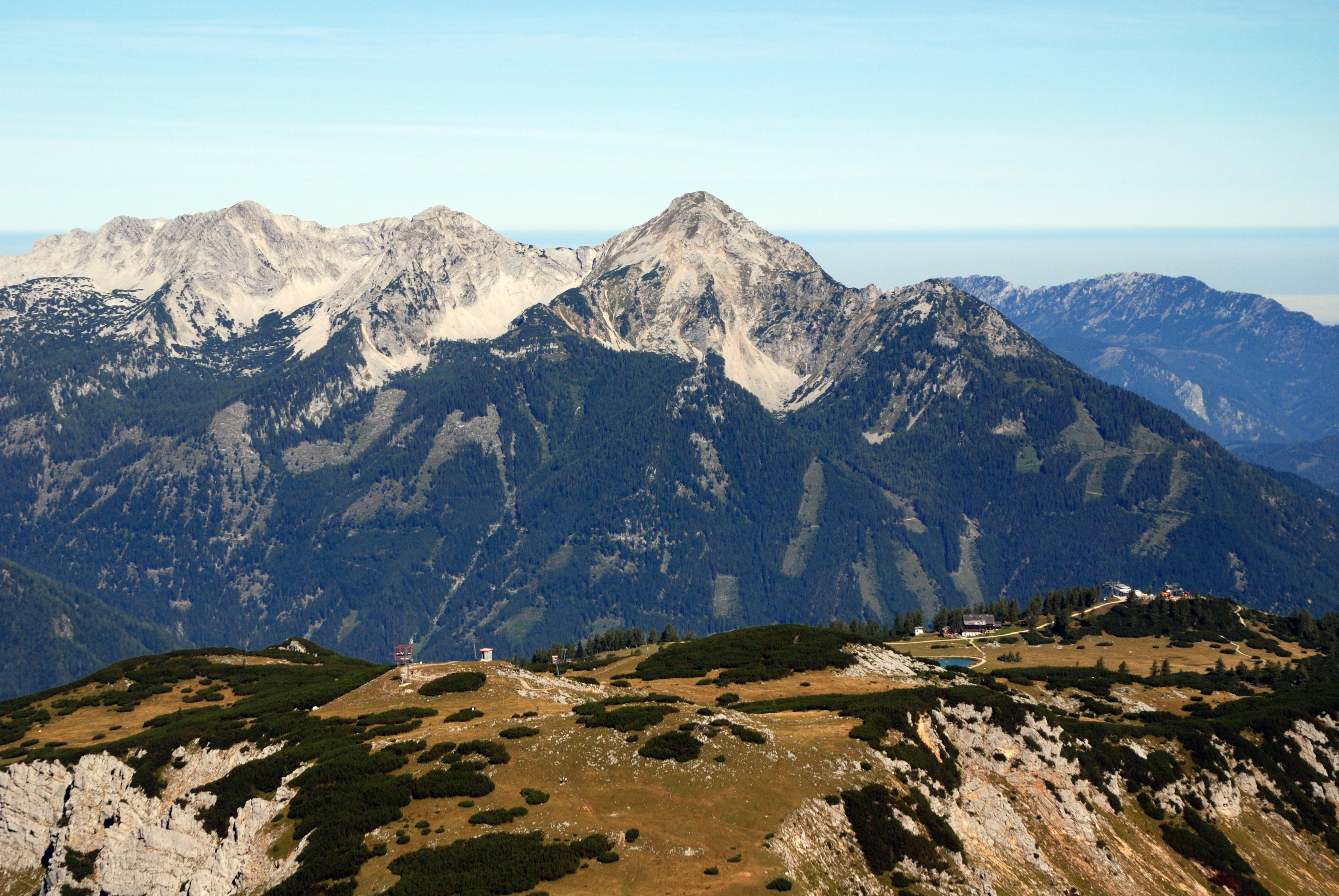

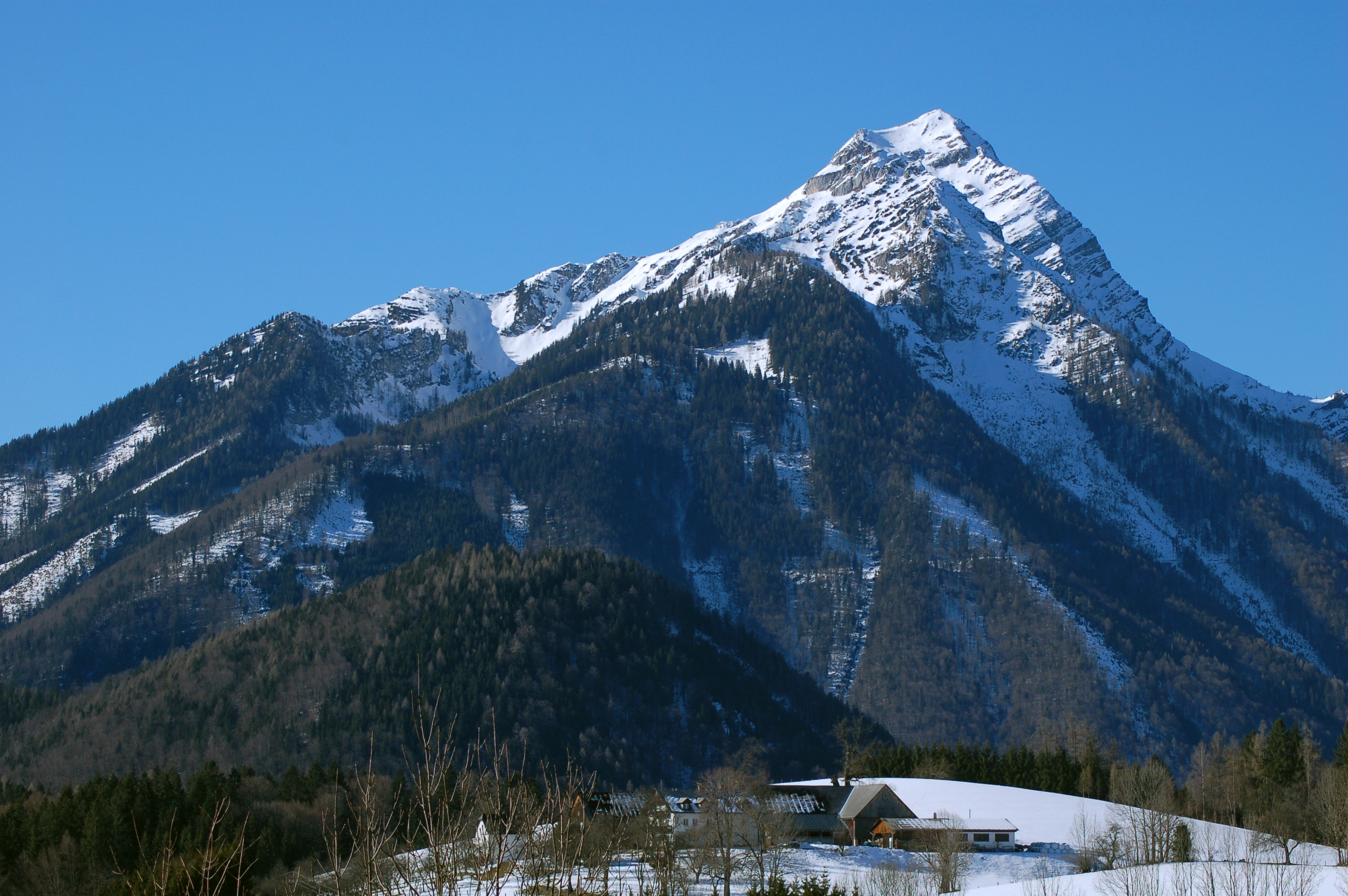

47°43′59″N 14°07′44″E / 47.732933°N 14.128984°E
小普里爾山（德語：Kleiner Priel），是奧地利的山峰，位於該國北部，由上奧地利州負責管轄，屬於托特斯山脈的一部分，海拔高度2,136米，每年平均降雨量1,578毫米。